# Veliki Izvor
Veliki Izvor (Servisch cyrillisch Велики Извор) is een plaats in de Servische gemeente Zaječar. De plaats telt 2684 inwoners (2002).